# Sangijn Dalaj nuur
Sangijn Dalaj nuur (in mongolo: Сангийн далай нуур) è un lago salato della Mongolia settentrionale. Si trova nella parte meridionale della provincia del Hôvsgôl, tra i distretti di Cagaan-Uul e Bùrėntogtoh, a un'altitudine di 1.888 m s.l.m.; è lungo 32 km e largo 12 km e ha una profondità massima di 30 m.